# Bastien Dedieu
Pour les articles homonymes, voir Dedieu.
Pas d'image ? Cliquez ici

a Compétitions nationales et continentales officielles uniquement.

b Matchs officiels uniquement.
Dernière mise à jour le 15 mai 2025.
Bastien Dedieu, né le 18 juillet 1989 à Carmaux, est joueur de rugby à XV de nationalité française et international espagnol. Il joue au poste de pilier gauche, mesurant 1,75 m pour près de 102 kg.

## Carrière
Né à Carmaux, Bastien Dedieu a commencé son apprentissage du rugby à l’Union sportive carmausine puis a continué à parfaire sa formation au SC Albi. Il commence tard le rugby, à seulement 16 ans, mais s'impose rapidement dans les équipes jeunes du SCA. Lors de la saison 2011-2012 de ProD2, il connaît ses premiers pas chez les professionnels : premier match à 22 ans contre la Section paloise, suivi quelques mois après de sa première titularisation contre Oyonnax. Lors de cette saison, il dispute en tout huit matchs, dont deux titularisations. L'année suivante, il obtient encore plus de temps de jeu avec 23 matchs joués (11 titulaires). Mais sa saison la plus complète est celle de 2013-2014 : il joue les 30 matchs de la saison, dont 26 comme titulaire. Finalement, lors de la saison d'après, avec le retour de Christophe Lafoy, il passe deuxième pilier gauche dans la hiérarchie : il joue tout de même 26 matchs (dont la demi-finale contre le Stade montois), mais n'est plus titulaire qu'à 12 reprises,. Son temps de jeu passe ainsi de 1565 minutes à 1120.
Il a connu les années Broncan lors des saisons 2012, 2013, 2014 puis l'ère Ugo Mola pendant l'année 2015 et la demi-finale contre le Stade montois.
En février 2021, il est sélectionné pour la première en équipe d'Espagne. Il connaît sa première sélection le 7 février 2021 contre le Portugal à Madrid.
En 2022, il quitte le SC Albi, après onze saisons disputées avec l'équipe senior, et rejoint l'UA Gaillac en Fédérale 2. Il met un terme à sa carrière de joueur en 2023.

## Style
Par son poids peu important pour un pilier, seulement 102 kilogrammes, il possède une certaine mobilité .